# Машкевич, Дмитрий Фёдорович
Дми́трий Фёдорович Машке́вич (1871 — после 1917) — член III Государственной думы от Херсонской губернии, священник.

## Биография
Православный.
По окончании Одесской духовной семинарии (1892) состоял законоучителем и учителем пения в двух земских школах Одесского уезда (1892—1894).
В 1894 году был рукоположен в священники. В 1889—1905 годах был заведующим и законоучителем основанной им Демидовской, Тираспольского уезда, второклассной учительской школе. В 1905 году был назначен Елисаветградским уездным наблюдателем церковно-приходских школ. Кроме того, состоял членом попечительства о народной трезвости Тираспольского уезда и попечительства о бедных учениках Елисаветградского духовного училища. Из церковных наград к 1905 году имел набедренник и скуфию.
После провозглашения Октябрьского манифеста стал одним учредителей Религиозно-патриотического братства в Елисаветграде, ставшего затем местным отделом Союза русского народа. Состоял почетным членом Елисаветградского отдела СРН, членом Союза Михаила Архангела и Русского собрания, членом Главного совета СРН.
В 1907 году был избран в члены III Государственной думы от Херсонской губернии 2-м съездом городских избирателей. Входил во фракцию правых. Состоял членом бюджетной и по народному образованию комиссий. Уделяя большое внимание рабочему законодательству, внес значительное число поправок при обсуждении законопроектов. В стремлении улучшить благосостояние рабочих и расширить их права руководствовался «практическим деятельным христианством» германского законодательства эпохи Бисмарка.
Освещал думскую деятельность в газете «Земщина». Осенью 1909 года участвовал в 5-м съезде русских людей в Москве. 17 января 1912 года вышел из Совета СРН в знак протеста против «узурпации власти» группой Н. Е. Маркова.
В 1914 году был назначен Уфимским епархиальным наблюдателем церковных школ, в 1916 — переведен на ту же должность в Оренбургскую епархию.
Судьба после 1917 года неизвестна. Был женат.

## Сочинения
- Выписки некоторых статей и разъяснений Сената из «Положения о выборах в Государственную Думу». Одесса, 1912;
- Обращение к духовенству. Одесса, 1912
- О христианском просвещении и русском образовании инородцев Восточной России. Одесса, 1914
- Методические руководственные указания по преподаванию и постановке учебных предметов в церковно-приходских школах, русских и инородческих. Оренбург, 1916
- Первый опыт устройства порайонных педагогических совещаний учащих церковно-приходских школ Уфимской епархии. Оренбург, 1916.